# Ochrosperma oligomerum
Ochrosperma oligomerum là một loài thực vật có hoa trong Họ Đào kim nương. Loài này được (Radlk.) A.R.Bean mô tả khoa học đầu tiên năm 1995.